# Heiratsschwindler (film 1925)
Heiratsschwindler è un film muto del 1925 diretto da Carl Boese.

## Produzione
Il film fu prodotto dalla Hofbauer und Klein.

## Distribuzione
Distribuito dalla Dewesti-Verleih GmbH, fu presentato a Berlino il 3 marzo 1925.